# Runsten
För ortnamn, se Runsten (olika betydelser).

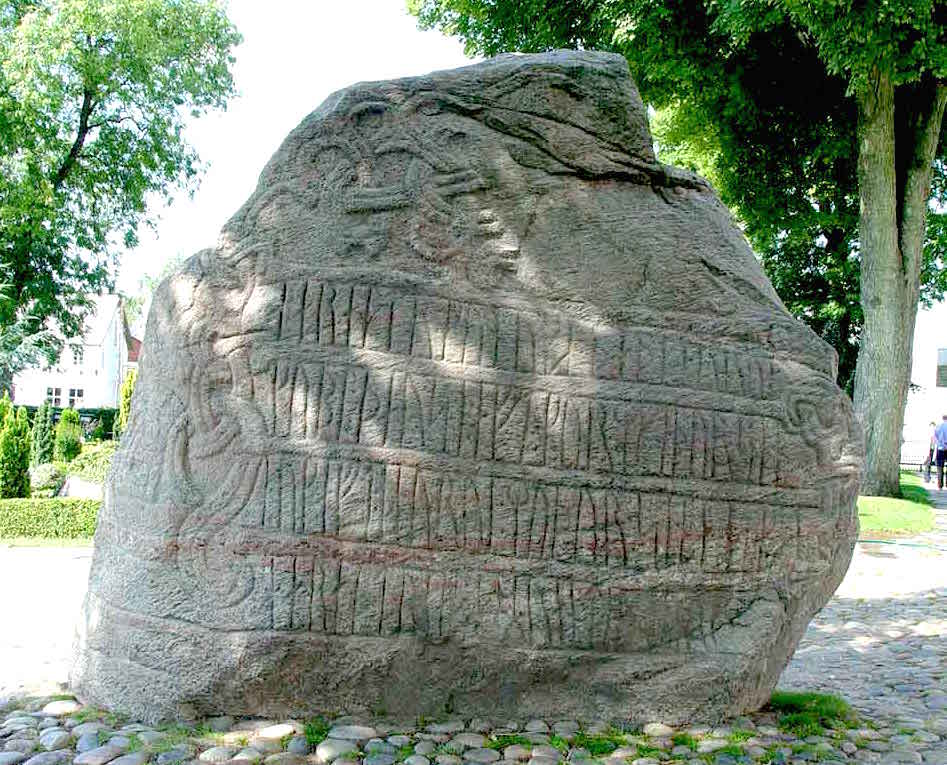
Jellingestenen, rest av Harald Blåtand.

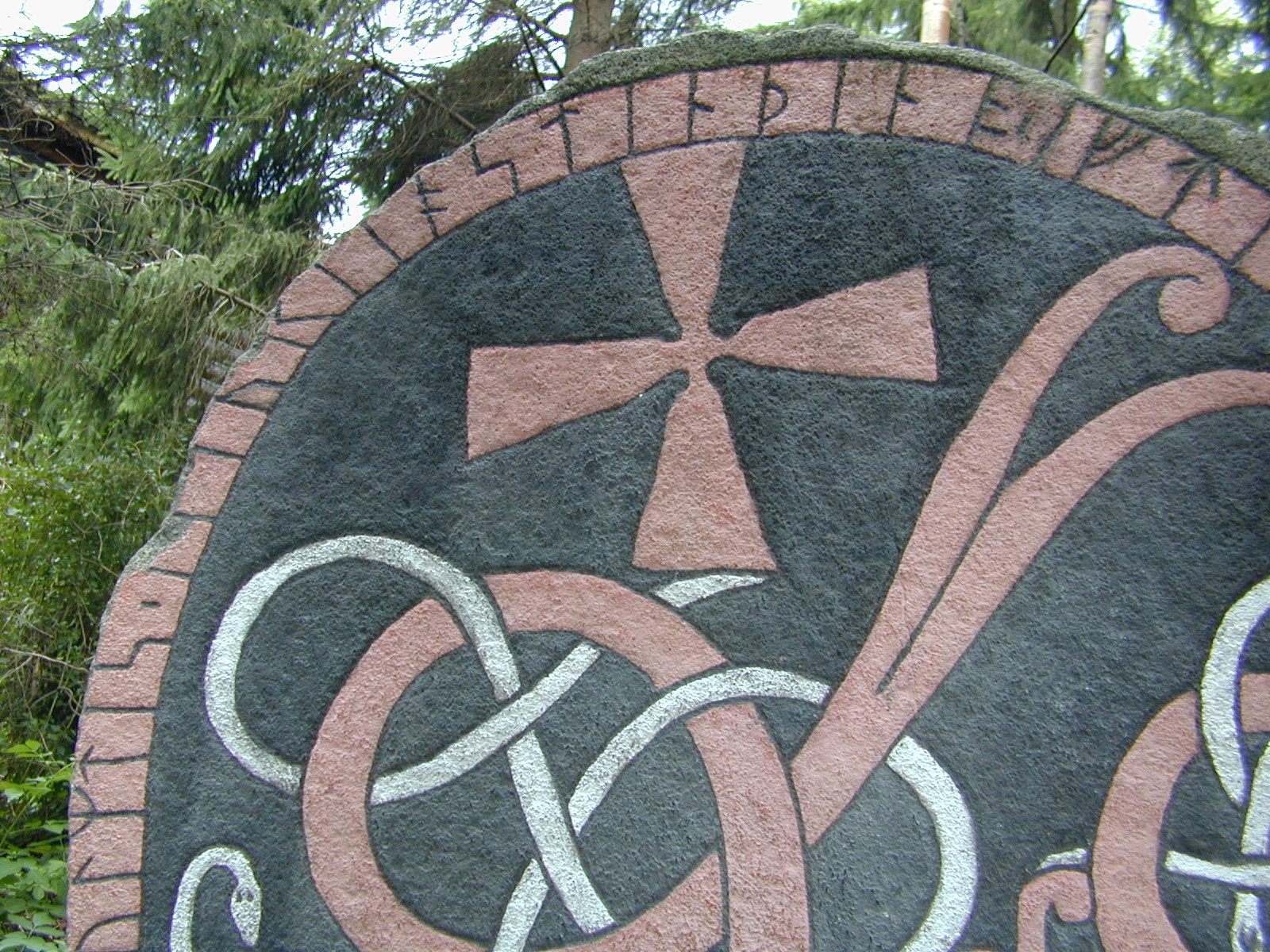
Runstenarna var ofta ursprungligen målade. På bilden syns U 871, som står på Skansen i Stockholm.

En runsten är en med omsorg utvald sten eller monolit försedd med runor som är inhuggna av en runristare. De flesta är resta i Mälardalen under 1000-talet. Exakt vad som täcks av begreppet runsten har varierat – de första banden av Sveriges runinskrifter använder det till exempel även om runristade gravhällar. Numera avses normalt en runristad sten som är avsedd att stå upprest. Fasta stenblock med runristningar kallas runblock och ristningar i berghällar kallas runhällar.

## Tid och sammanhang
Runstenarna tillkom huvudsakligen mellan år 300 och år 1130. Runstenar förekommer i hela det nordiska kulturområdet – Sverige, Norge och Danmark, samt i vissa områden med nordiskt inflytande. De äldsta finner man i Norge, som exempelvis Tunestenen, Hogganvikstenen och Einangstenen från 350-talet. De yngre stenarna förekommer framförallt i Danmark och Sverige. Runor användes även långt senare i både Sverige och Norge, men man slutade att resa runstenar före år 1100. De absolut flesta runstenarna finns i landskapen kring Mälardalen i Sverige.
Äldre runstenar (före år 800) är i allmänhet ristade med runorna ur den äldre futharken, som bestod av 24 tecken. Ofta saknar de ornamentering. Jämfört med vikingatidens runstenar, som nästan alla är minnesstenar efter döda anhöriga, är det inte alltid lika tydligt med de äldre runstenarna vad som varit deras syften. Under denna period är antalet stenar som restes i Danmark, Norge och Götaland lika stort, eller kanske rent av större, än de som restes i Svealand och norrut. Dessutom är dessa ofta mer litterära (det vill säga skrivna på meter, och med ett poetiskt bildspråk) än de senare och flera av de mer kända är från just denna tid, som Eggjastenen, Björketorpsstenen och Järsbergsstenen.
Omkring år 960 skedde ett stort uppsving i runstensresandet med början i Danmark. Där hade Harald Blåtand nyss låtit döpa sig och rest Jellingestenen.
| ”                | Kung Harald lät göra dessa kummel över Gorm sin fader och Tyra sin moder. Den Harald som åt sig vann hela Danmark och Norge och gjorde danerna kristna | „ |
| – Jellingestenen | |   |

Seden spred sig vidare mot norr och man reste runstenar i någon generation i varje område tills seden dog ut, med ett undantag: Uppland och Södermanland. Där höll trenden i sig en god bit in på 1100-talet, vilket gjort dessa landskap särskilt rika på runstenar. Dessa stenar höll sig i hög grad till en viss mall: X reste stenen efter sin släkting Y, som hade gjort si och dog så. Gud hjälpe hans eller hennes ande. Z ristade.

## Stilar och datering
Huvudartikel: Runstensstilar

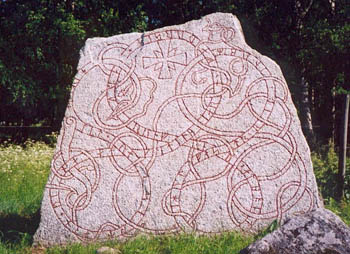
Vaksalastenen, U 961 - en typisk kristen runsten i Uppland.

De yngre runstenarna kan enligt arkeologen Anne-Sofie Gräslunds metod delas in i sju stilgrupper, baserade på ornamentikens utveckling, likheter och skillnader. Stilgrupperna användes för att datera stenarna. Stenarna från omkring år 1000 har ganska enkel ornamentik medan stenar från omkring år 1100 har komplicerade och elegantare mönster. Stenarnas orm- eller drakslingor är ett exempel på den djurornamentik som under hela järnåldern dominerade utsmyckningen av skandinaviskt konsthantverk. Sådan utsmyckning förekom på allt från silverbroscher till träsniderier på vikingaskepp liksom på runstenar. Djurstilen kan ha varit ett sätt att markera den skandinaviska identiteten. De äldre stenarna har mer innehållsrika texter, medan de senare har kortare och mer standardiserad text. 
Stilkronologi och grupper för stenar i Sverige:
- Rak = cirka 980 till cirka 1015
- Fp = cirka 1015 till cirka 1050
- Pr1 = cirka 1010 till cirka 1050
- Pr2 = cirka 1020 till cirka 1050
- Pr3 = cirka 1050 till cirka 1080
- Pr4 = cirka 1060 till cirka 1100
- Pr5 = cirka 1080 till cirka 1130 e. Kr.

### Ornamentik

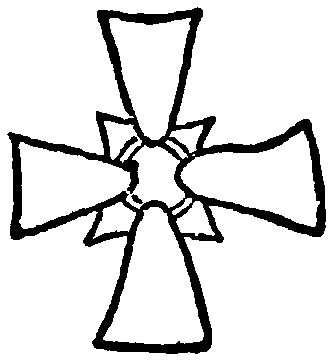
Kors på äldre svensk runsten.

Runinskriften är i allmänhet ordnad i någon form av stödlinjer, från början oftast bara raka linjer. Runinskrifter som läses från höger till vänster är vanliga. Senare utformas stenen allt oftare med någon typ av prydnadslinjer, först i form av ormfigurer, senare i form av drakslingor, och runorna ristades i dessa slingor. Typen av ornamentering hjälper också runforskare att datera inristningen och att identifiera ristaren. Huvudena på de rundjur som prydde stenarna ses antingen som en triangel med två ögon (ca 1010-1050), eller från sidan. Den senare formen förändras från en trubbig, tvärt avskuren nos till allt mer långsträckta huvuden.
På många stenar förekommer kristna symboler som kors. Försvinnande få har direkt hedniska symboler; endast två av tvåtusen mellansvenska stenar har sådana: båda med torshammare, en dessutom med vad som troligen är gudens ansikte. Mer avancerad ornamentik förekommer också, såsom i Sigurdsristningen med scener ur sagan om Sigurd Fafnesbane, men är ovanlig. Runristaren Fot verkar vara en av dem som varit mest benägna att rikligt smycka stenarna med bilder.
Stilen Rak omfattar stenar med texten i slinga, med rak avslutning på skriftbanden och utan ormhuvud och svans. Stilen Fp karaktäriseras av en runslinga med fågelperspektiv. Pr1 till Pr5 innehåller en eller flera runslingor med ormhuvud i profil och i olika utföranden. Stenar som har drag av två stilar betecknas som till exempel Pr1-Pr2.

## Utbredning

Distributionen av runstenar i Sverige. Antal runstenar / mil², per kommun:
>10
5-9
1-4
<1
Saknar runstenar

Runstenarna restes nästan uteslutande i Sverige, Danmark och Norge. Några återfinns även utanför Norden i områden under danskt, norskt eller svenskt inflytande, speciellt Brittiska öarna men även på en ö i Svarta Havet.
| Område                  | Antal inskrifter | Varav runstenar eller vikingatida gravstensmonument |
| ----------------------- | ---------------- | --------------------------------------------------- |
| Uppland                 | 1489             | 1334                                                |
| Östergötland            | 486              | 452                                                 |
| Södermanland            | 458              | 438                                                 |
| Gotland                 | 415              | 68                                                  |
| Västergötland           | 318              | 161                                                 |
| Skåne1                  | 245              | 62                                                  |
| Småland                 | 189              | 138                                                 |
| Öland                   | 183              | 157                                                 |
| Närke                   | 39               | 31                                                  |
| Västmanland             | 35               | 28                                                  |
| Gästrikland             | 23               | 22                                                  |
| Hälsingland             | 21               | 18                                                  |
| Medelpad                | 18               | 18                                                  |
| Blekinge1               | 15               | 8                                                   |
| Bohuslän                | 15               | 7                                                   |
| Dalarna                 | 9                | 2                                                   |
| Värmland                | 8                | 4                                                   |
| Halland1                | 7                | 3                                                   |
| Jämtland                | 4                | 1                                                   |
| Ångermanland            | 2                | 0                                                   |
| Dalsland                | 1                | 0                                                   |
| Härjedalen              | 1                | 0                                                   |
| Lappland                | 1                | 0                                                   |
| Okänd fyndort i Sverige | 5                | 2                                                   |
| Summa Sverige           | 3987             | 2954                                                |
|                         |                  |                                                     |
| Norge                   | 1650             | 137                                                 |
| Danmark                 | 718              | 188                                                 |
| Brittiska öarna         | 131              | 58                                                  |
| Grönland                | 101              | 0                                                   |
| Island                  | 47               | 17                                                  |
| Irland                  | 16               | 1                                                   |
| Färöarna                | 9                | 0                                                   |
| Övriga områden          | 123              | 7                                                   |
| Summa övriga världen    | 2795             | 408                                                 |
| Summa totalt            | 6782             | 3362                                                |

1  Var en del av Danmark fram till 1658.
Siffrorna är tagna från Samnordisk runtextdatabas och inkluderar även andra runinskrifter än runstenar. I övriga områden ingår inskrifter såsom Pireuslejonet i Venedig, några rader runor som klottrats i Hagia Sofia i Istanbul, ett par inskrifter från Finland, en handfull inskrifter från Ryssland och i övrigt inskrifter funna på kontinenten, men ristade av nordbor. Däremot saknas besläktade runinskrifter, såsom dalrunorna. Ett par av Färöarnas inskrifter är ristade på stenar som tycks ha varit resta och ur den synpunkten är runstenar, men de utgör inte en del av den våg runstensresningar som svepte genom Skandinavien under vikingatiden och är därför inte redovisade som runstenar i denna statistik.

## Teknik
Runorna och övriga linjen höggs normalt med en bred mejsel. I två kända fall användes en spetsig mejsel som lämnade rader med små gropar i spårens botten. 'Ristade' runor som skrapades in i stenen är mycket sällsynta.

## Budskap

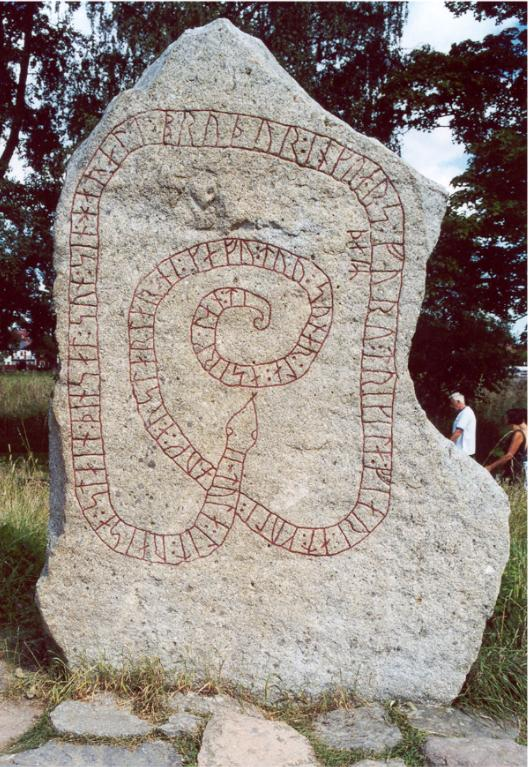
Gripsholmsstenen, med bland annat typisk tidig ormslinga.

Förutom standardtypen finns ett antal avvikande runstenar. I Husby-Ärlinghundra socken i södra Uppland finns en sten med inskriptionen: Björn, Finnvids son, lät hugga denna sten till minne av sig själv. En annan självtillägnande ristare var Vigmund, som reste en sten åt sig själv, den skickligaste av män. Stenen finns nu i universitetsparken i Uppsala efter att bland annat gjort en resa till Paris.
På en berghäll vid Oklunda gård i Östra Husby socken i Östergötland, finns en inskrift som visar att en man, Gunnar, tagit sin tillflykt dit undan förföljare efter att han dödat en annan man; berghällen låg på en tingsplats där han var fredad. Magiska budskap förekommer också i runinskrifter, men är vanligare på föremål än på stenar. En speciell runsekvens är futharken, som ofta användes som trollformel[källa behövs]. Frasen Tyd du runorna återkommer, med syftning på att kunskapen om runor inte var alla förunnad. Slutligen finns några enastående gåtfulla runstenar vars fulla innehåll vi idag inte kan gissa oss till – främst av dessa är utan tvekan Rökstenen i Östergötland, med världens längsta runinskrift.

### De ihågkomna
De personer som fick stenar resta efter sig var i över 90 procent av fallen en man som dött. Var åttonde sten restes av en ensam kvinna, var tionde av en kvinna tillsammans med flera män; ofta den dödes änka och söner, men ibland även systrar och bröder. Det är nästan bara på Öland och i Mälarlandskapen som kvinnor tycks ha rest stenar efter sina manliga släktingar. Endast en tiondel av stenarna berättar om utlandsfärder. Bland dessa finns de omkring 30 stenar som berättar om Ingvarståget, den enda utfärd som definitivt satt spår i en större grupp stenar. Främst bland dessa är Gripsholmsstenen, med sin kända rundikt:
De foro manligen

fjärran efter guld

och österut

gåvo örnen föda

de dogo söderut

i Särkland
På vissa runstenar läser man att en son "låtit resa stenen till minne av sin gode fader" eller "sin goda moder". Ofta heter det om den avlidne att han varit "en god bonde", "en mycket god man" eller "en ypperlig kämpe". Eller också prisas den döde för att ha varit "rådvis", "vältalig", "den konstfärdigaste av män" eller ha ägt andra framstående egenskaper. "Han var bäst under himlen", säger två söner om sin avlidne fader. På en runsten står att läsa: "Han var den gästfriaste av alla män i världen." Om en annan man heter det helt enkelt att han "gav god mat", och en uppländsk storbonde ger följande eftermäle åt sig själv: "Han var frikostig med mat och vältalig." En sörmlänning har av sin hustru fått följande eftermäle: "Han väckte tidigt sitt husfolk." Andra män prisas för att ha ökat sin egendom och sina klenoder genom härfärder till främmande land. En runinskrift slutar med dessa ord: "Ingen föder klokare son." En bonde i Salatrakten har rest en minnessten över "Odendisa, sin goda hustru. Ej kommer det en bättre husfru till Hassmyra."
Då och då låter oss runstenarna bevittna sorgliga livshändelser. Många av de bortgångna har stupat under vikingafärder. Andra har en våldsam död av annat slag ryckt bort hemma eller i främmande land. Vid sjön Båven i Södermanland står en runsten som två bröder rest efter sin fader och faster. Om fadern sägs: "Han drunknade i Båven. Hans död vållar mycken sorg." Därefter tilläggs: "Gud och Guds moder hjälpe deras själ." En man på Fogdö i Mälaren har "funnit sin död vid badning". Halvvägs mellan Värnamo och Huskvarna står en runsten som en son låtit resa efter "sin fader, vilken männen nedhöggo med yxa inne på hans gård". En närking har funnit sin död på den närbelägna Vinön i Hjälmaren. Om honom heter det, att "så länge han hade liv, kämpade han". Om en man från Aspö i Mälaren berättar Aspöstenen att han "blev dräpt på Gotland. Därför lät han sitt liv, att hans folk flydde. De ville icke hålla valplatsen mot fienderna." En roslagsbonde har blivit "svekfullt nedhuggen på Gotland". Om ett lömskt överfall talar också den bön om hämnd, som läses på en runsten över en uppländsk man: "Gud svike dem, som sveko honom."

## Syfte

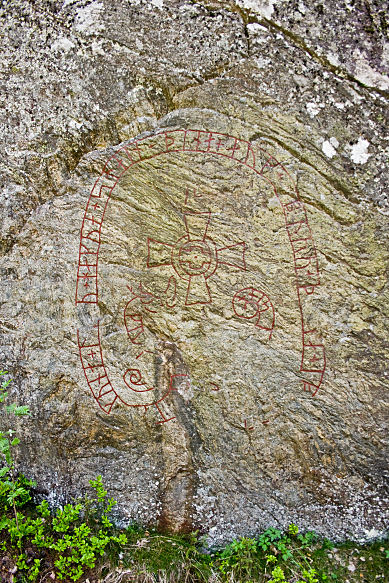
Runhällen Sö SB1965;19 med texten "..(och) Gunna läto resa denna sten och (göra) denna bro..." Ett exempel på att markera revir och bygga äreminne

Det finns tre huvudteser som brukar användas som förklaringar till resandet av runstenar. Dessa glider dock delvis in i varandra:
1. Som en del av konverteringen från asatro till kristendom
2. Som ett sätt att visa sig lojal med kungamakten
3. Som ett sätt att markera revir och hölja ätten i ära för att på så sätt vinna egen makt

Att runstenarna skulle hänga samman med konverteringen till kristendom har vunnit stöd då den mest aktiva perioden och området för runstensresande, andra halvan av 1000-talet i Mälardalen, sammanfaller med kristnandet av just detta område. Runstenen skulle då markera att på denna gård så var man minsann kristna. Cirka 70 procent av de uppländska stenarna har också kors eller en bön. I samband med kristnandet slutar befolkningen gravlägga sina döda på gårdsgravfälten, vilket tidigare varit en viktig markör av makt och behörighet. Det är möjligt att runstenen i ett övergångsskede tjänat som substitut för denna manifestation, när begravningen istället skulle ske i kristen, vigd jord. Det har därför till och med föreslagits att runristarna Öpir och Åsmund Kåresson skulle ha varit kristna missionärer, som förutom att locka med evig salighet också gav en runsten "på köpet".
Eftersom kristnandet även sammanföll med att kungamakten växte sig allt starkare, har också tanken att en runsten också visat lojalitet med denna framförts. På de danska stenarna förekommer ofta titlarna "dräng" och "tegn", som i England betydde att personerna var kungens vasaller, vilka möjligen hade blivit överfört till Danmark. Eftersom ordet "tegn" också förekommer på västgötska och södermanländska stenar har andra dragit hypotesen ett steg längre och där velat se ett danskt inflytande. Mot tanken talar dock att endast en av de mellansvenska stenarna omtalar sveakungen.
För att runstenarna skulle vara revirmarkeringar talar den stora vikt som läggs vid släktskapsförhållanden, och det faktum att det var en stor investering av möda. Kungar kom och gick, men genom att rista i sten skulle den som den tillägnades evigt leva i åminnelse. De tidigaste stenarna i södra Norden må vara resta av samhällets toppskikt, men i mälarområdet verkar seden ha spritt sig. Hälften av gårdarna i centrala Uppland, och en fjärdedel av de i Södermanland, verkar haft minst en runsten, och inget tyder på att dessa skulle varit de rikaste.

## Bevarandet av runstenar

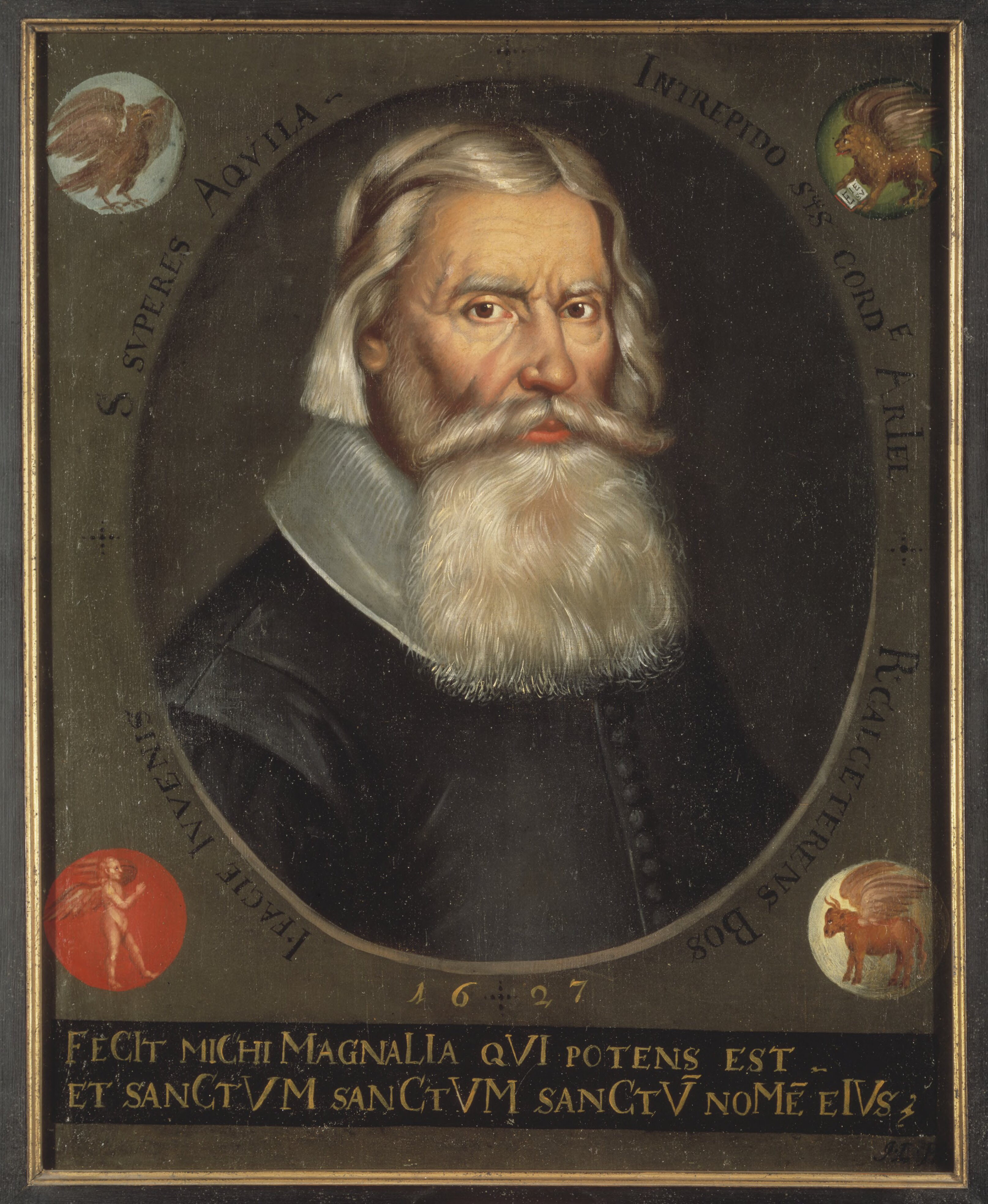
Johannes Bureus, som var först med att trycka ett verk om runor.

Sveriges runstenar började inventeras och dokumenteras redan under 1500-1600-talen. Viktiga föregångare under denna tid var Johannes Bureus och Johan Peringskiöld. I Danmark verkade Ole Worm, i polemik med svenske Olof Rudbeck. Till följd av deras arbete, som grundades på politisk vilja att framhäva nationerna Sveriges respektive Danmarks påstått hävdvunna storhet, kom runstenarna tidigt att få ett lagligt skydd, vilket dock ofta inte säkrade bevarande.
Många runstenar som är kända från äldre uppteckningar kom att återanvändas som byggnadsmaterial. Uppförandet av kyrkor och andra byggnader brukar ofta utpekas som en huvudorsak till runstenarnas försvinnande. Det finns inga belägg för att runstenarna systematiskt ska ha varit ett led i kulturell eller religiös politik, men stenarna stod ju utmanande tillgängliga ute i landskapet. Domkyrkorna i Strängnäs och Uppsala innehåller båda ett stort antal runstenar, i vissa fall vet man där exakt varifrån de tagits. Det är i sammanhanget ironiskt att den överväldigande merparten av stenarna faktiskt är kristna minnesmärken, ofta väl märkta med kors. 

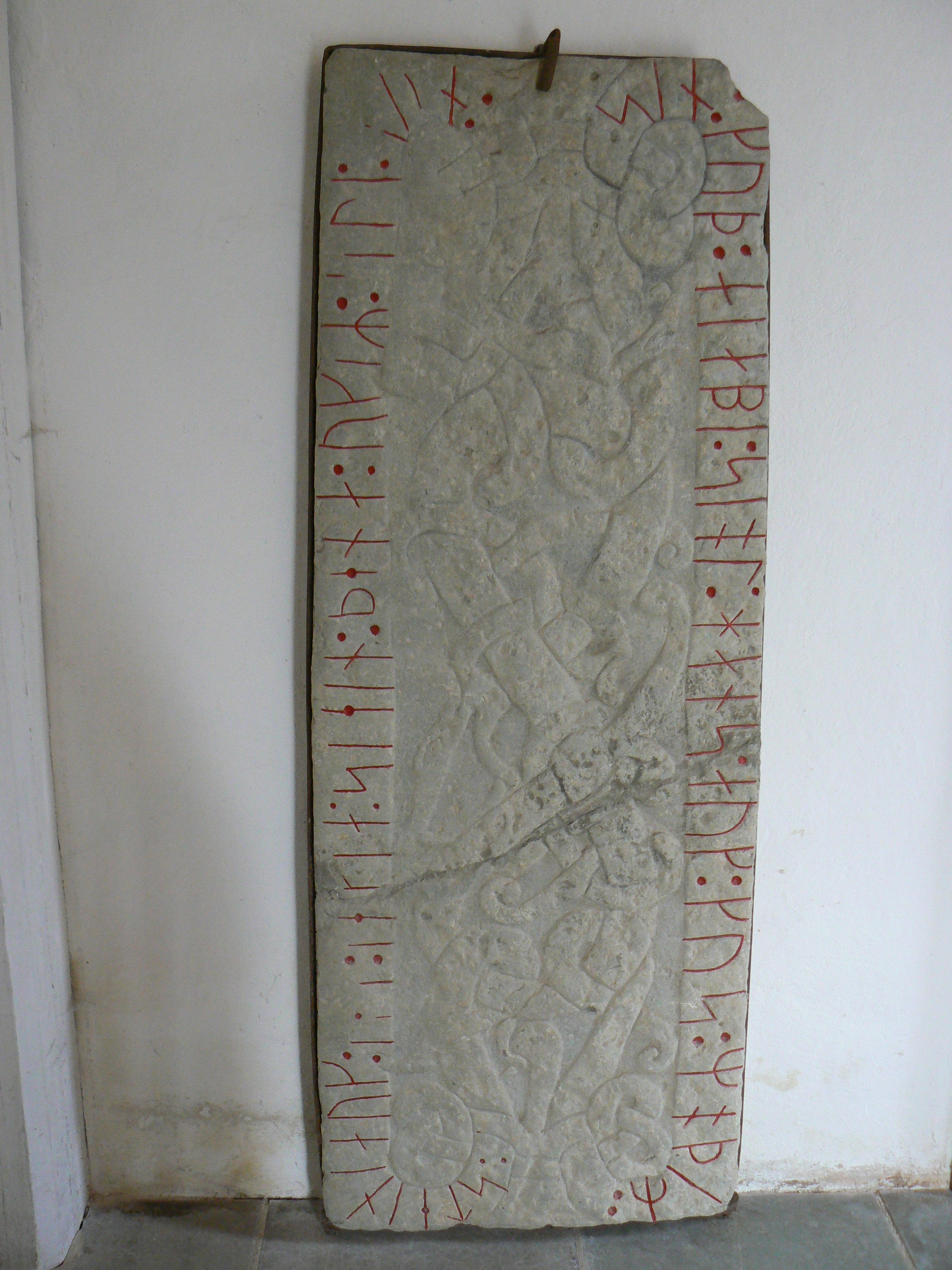
Gravhäll Ög 213, Västerlösa kyrka i Linköpings kommun.

Runstenar skyddas idag av 2 kapitlet avseende fornminnen i Kulturmiljölagen (KML). Samordnandet av vården av de svenska runstenarna görs av Riksantikvarieämbetet som har en stödjande och rådgivande funktion till länsstyrelserna. Länsstyrelserna är de som beställer vårdinsatser av externa entreprenörer i enlighet med 2 kap. 7§. De är också tillståndsgivande myndighet. Imålning av runstenar görs av runolog från Riksantikvarieämbetet för att säkerställa att inga feltolkningar görs av runorna och att inte färg som är skadlig (eller omöjlig att tas bort) används. Imålning görs när en runsten är rengjord - vilket är en åtgärd som beställes av länsstyrelsen. Eftersom varje rengöring av en runsten medför att en del av ytan försvinner ska detta göras så sällan som möjligt.
Eftersom för täta rengöringscykler är det främsta skälet till accelererad vittring är det bästa sättet att bevara våra runstenar till framtida generationer att arbeta förebyggande, ta bort gräsklipp, nedfallna löv och fågelspillning direkt när det hamnat på stenytan - innan det orsakar påväxt som lav och mossa. Påväxten går också fortare om stenen står skuggigt omgiven av buskar, träd, sly och högt gräs.

## Runor på andra platser

### Gravhällar
Av de runinskriftsobjekt i sten som inte varit resta minnesstenar utgörs en stor del av gravhällar. Gravhällarna är stenplattor, vanligtvis av kalksten, som antingen har legat direkt över gravar, som en sorts liggande gravstenar, eller varit beståndsdelar i så kallade Eskilstunakistor. De senare var en sorts kistliknande monument som stod ovanpå gravar. En sådan var uppbyggd av två sidohällar, två gavelhällar och överst en lockhäll. Det är oftast på lockhällar man finner runor, men ofta är också övriga hällar ornamentalt ristade. Reliefornamentik är inte ovanlig. Runinskrifterna berättar vem som lät göra minnesmärket och över vem det är gjort. Ofta uttrycks också en önskan om att Gud ska hjälpa den dödes själ. Bland gravhällsinskrifterna är det vanligare, jämfört med runstenarna, att personen som förärats monumentet är en kvinna. Ibland, inte minst i äldre litteratur, benämnes även gravhällar med runor som runstenar.

### Runblock, runhällar och fragment

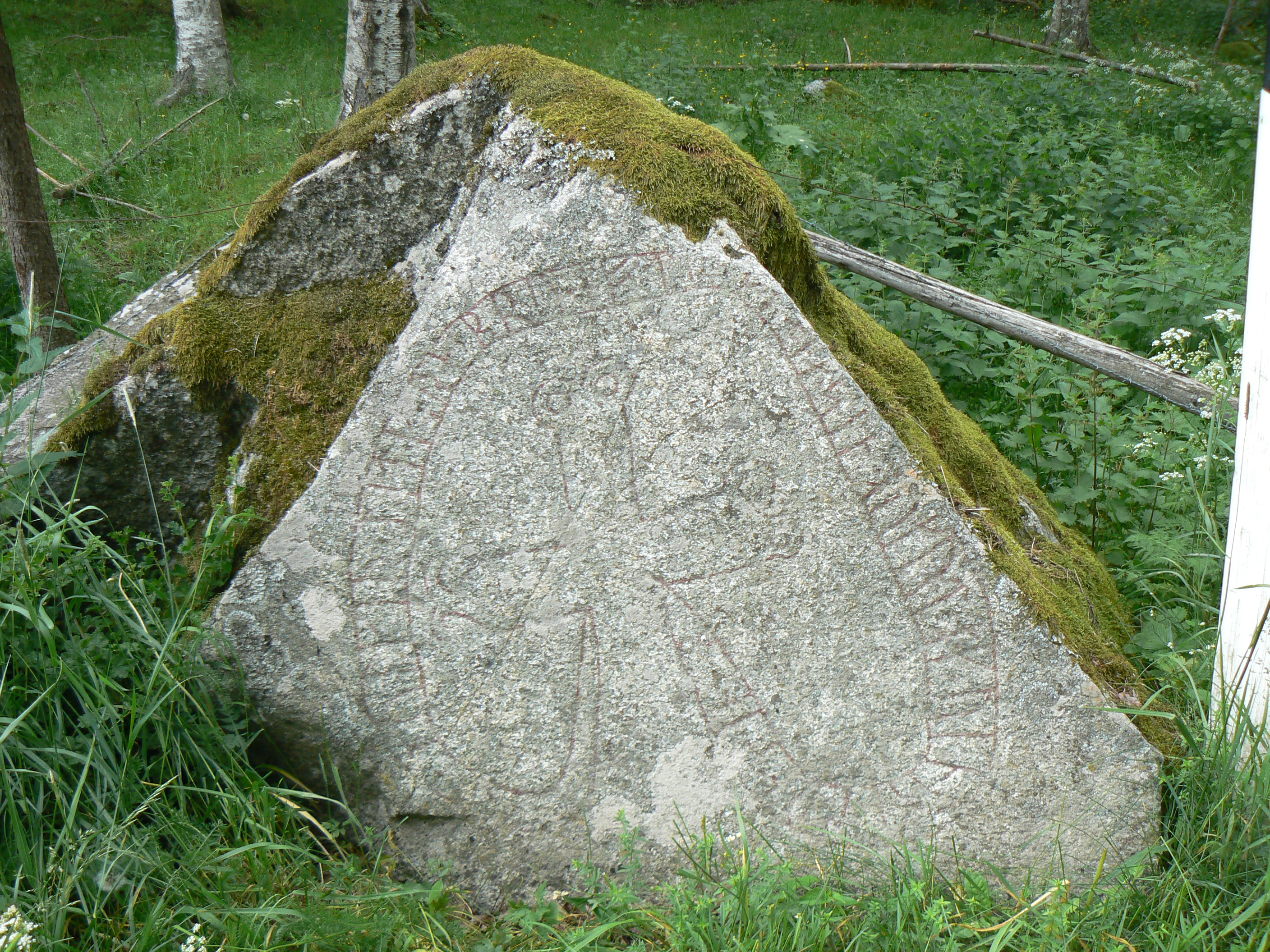
Runblock Vs 31, Sala kommun

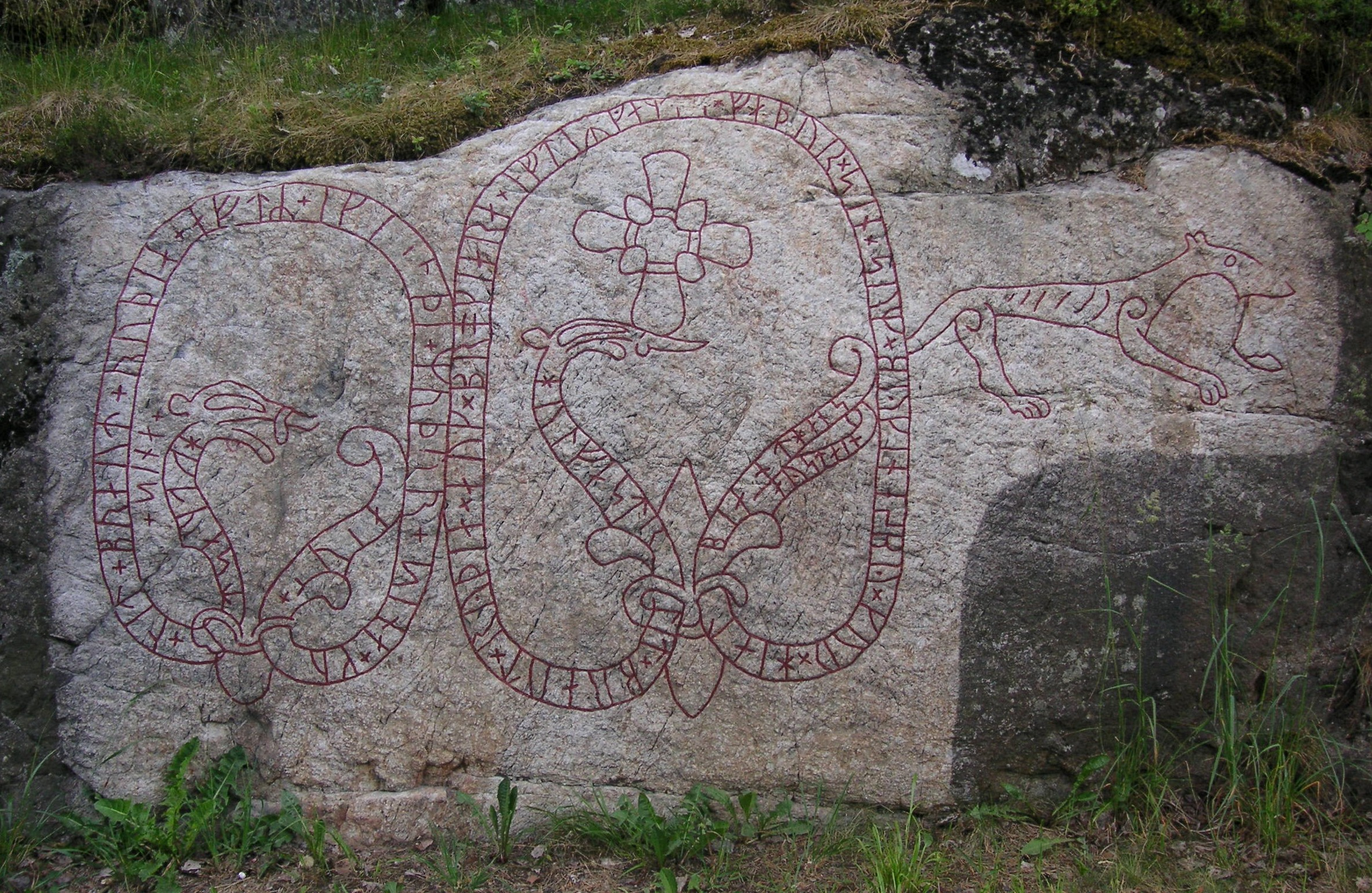
Runhäll Sö 311 i Södertälje

Runinskrifter gjorda på flyttblock kallas ofta runblock. Om ristningen gjorts på en berghäll kallas den för runhäll, vilket inte är samma sak som en hällristning som avser symboler och avbildningar inhuggna på berghällar eller lösa klippblock. Av sönderslagna stenar återstår i regel endast enstaka bitar med några få runor. Dessa, som kallas fragment, har ibland hittats återanvända som byggnadsmaterial i broar, kyrkor, husgrunder eller i andra murar. Sådana skärvor har även plöjts upp vid odling eller hittats i annan jordnära terräng där runstenar förekommit.

### Runinskrifter i andra medier
Runor har också karvats i horn, ben, trä, bark- och björknäverbitar (nordens motsvarighet till papyrus). Dessa inskrifter är dock i stor utsträckning förlorade, men vi kan från de fynd som finns se att runskriften användes till annat än högtidliga inskriptioner. Det finns även runinskrifter på tunna metallbitar, så kallade runbleck. Dessa har hittats runt om i Norden och har såväl inskrifter med kristna böner och välsignelser som inskrifter utan tydlig språklig innebörd, vilka idag anses ha haft en magisk funktion. De gotländska bildstenarna tillhör i viss mån en annan tradition och bör inte sammanblandas med runstenar. De har sällan något skriftligt budskap.

### Runskriftmotiv
- Rundjur
  - Runorm
  - Rundrake

- Bindning (runsten)
  - Flätning (runsten)
  - Iriskt koppel